# پیترافیتا
پیترافیتا (به ایتالیایی: Pietrafitta) یک منطقهٔ مسکونی در ایتالیا است که در استان کزنتزا واقع شده‌است.

## خصوصیات
پیترافیتا ۹ کیلومترمربع مساحت و ۱٬۴۲۲ نفر جمعیت دارد و ۷۰۰ متر بالاتر از سطح دریا واقع شده‌است.